# Pipistrellus arabicus
Pipistrellus arabicus är en fladdermusart som beskrevs av Harrison 1979. Pipistrellus arabicus ingår i släktet Pipistrellus och familjen läderlappar. IUCN kategoriserar arten globalt som otillräckligt studerad. Inga underarter finns listade i Catalogue of Life.
Två individer hade en absolut längd av 66 respektive 69 mm, cirka 29 mm långa underarmar, en 34 mm lång svans, nästan 6 mm långa bakfötter och cirka 9 mm långa öron. Påfallande är den långa tummen som med klo mäter 4,8 mm. Dessutom avviker några detaljer i tanduppsättningen från samma detaljer hos andra släktmedlemmar. Pälsen har oftast en mörkbrun till svart färg men det finns även individer med ljusbrun, rödbrun eller grå päls.
Arten förekommer på östra Arabiska halvön i Oman och på andra sidan av Omanbukten i Iran. Pipistrellus arabicus hittas vanligen över vattenpölar i halvöknar där den jagar insekter.
Jämförd med andra fladdermöss i samma region lämnar Pipistrellus arabicus viloplatsen tidigast på kvällen.